# Zuhal Demir
Zuhal Demir (n. pe 2 martie 1980, în Genk) este un avocat belgian și politician din partea Noii-Alianțe Flamande. Demir este de origine turcă - kurdă.

## Biografie
Zuhal Demir s-a născut în Genk, pe 2 martie 1980. Ea și-a luat, în 2003, licența în Drept la Universitatea Catolică din Leuven, apoi a absolvit un masterat în drept social la VUB. Cu începere din 2004, Demir a devenit activă ca avocat în Antwerpen, specializată în dreptul muncii.
La  alegerile federale din 2010, Zuhal Demir a participat prima dată pe listă în Circumscripția Antwerpen. Cu 10.248 de voturi, ea s-a clasat pe locul patru și a fost aleasă în Camera Reprezentanților Belgiei din partea N-VA. Demir a ocupat acest fotoliu până în 14 februarie 2017. La alegerile locale din 2012, Zuhal Demir a fost aleasă consilier districtual din partea N-VA în Districtul Antwerpen. În ianuarie 2013, ea a devenit președintele districtului. Colegiul districtual era format din partidele N-VA, Verzii și Open Vld. La alegerile federale din 2014, Demir a fost realeasă în Camera Reprezentanților, cu 19.473 de voturi.
În februarie 2015, Zuhal Demir a iscat o controversă după ce jurnaliștii de la revista P-Magazine au realizat o ședință foto cu ea în Parlamentul Federal.
La începutul lui 2016, Zuhal Demir s-a întors în orașul natal, Genk, pentru a fi alături de părinții ei. În locul avocatei, în districtul Antwerpen a fost ales președinte Paul Cordy, pe 1 ianuarie 2016, iar Cordula Van Winkel a ocupat locul acestuia în colegiu.
În februarie 2017, Zuhal Demir a succedat-o pe Elke Sleurs în funcția de Secretar de Stat pentru Lupta împotriva sărăciei, Egalității de șanse, Persoanelor cu handicap, Politicilor științifice și Marilor orașe, în guvernul condus de Charles Michel.